# Ai Nonaka
Ai Nonaka (野中 藍?, Nonaka Ai; Fukuoka, 8 giugno 1981) è una cantante e doppiatrice giapponese.

## Carriera
Lavora per la Aoni Production ed è stata membro del gruppo di seiyū Drops, che includeva tra gli altri Tomoko Kaneda e Ryōko Shiraishi. Come seiyū ha doppiato numerosi anime (Negima, Sayonara Zetsubō-sensei, Asura Cryin', The World God Only Knows, Gintama, Another e altri) e videogiochi, ma anche film e serie TV.

## Doppiaggio

### Serie animate
- Amagi Brilliant Park (Tiramy)
- Another (Yukari Sakuragi)
- Bobobo-bo Bo-bobo (Beauty)
- Clannad (Fuko Ibuki)
- Detective Conan (Minae)
- Fate/Apocrypha (Berserker nero/Mostro di Frankenstein, Medea)
- Fate/Extra Last Encore (Alice, Caster/Nursery Rhyme)
- Gintama (Pirako Chin)
- Granblue Fantasy: The Animation (Karteira)
- Little Busters! (Sakiko Watanabe)
- Negi, maestro di magia (Konoka Konoe)
- One Piece (Manshelly)
- Puella Magi Madoka Magica (Kyoko Sakura)
- Sayonara Zetsubō-sensei (Kafuka Fūra)
- The World God Only Knows (Ai Fujiidera)
- Tokyo Magnitude 8.0 (Aya)
- Toradora! (Maya Kihara)
- Watamote (Megumi Imae)

### Videogiochi
- 12Riven: The Psi-Climinal of Integral (Myu Takae)
- Another Eden: The Cat Beyond Time and Space (Myunfa)
- Ape Escape 3 (Sayaka)
- Arknights (Glaucus)
- Atelier Annie: Alchemists of Sera Island (Annie Eilenberg)
- Azur Lane (Honoka)
- Bistro Cupid 2 (Cherry Maple)
- Blaze Union: Story to Reach the Future (Eimi, Pamela)
- Clannad (Fuko Ibuki)
- Clannad Side Stories (Fuko Ibuki)
- code_18 (Hikari Haruna)
- Cross Edge (Meu)
- CV: Casting Voice (Akira Namino)
- Dead or Alive 5 (Honoka)
- Dead or Alive Xtreme 3 (Honoka)
- Dead or Alive 6 (Honoka)
- Dengeki Academy RPG: Cross of Venus (Kana Iriya, Kanade Takatsuki)
- Dengeki Bunko Fighting Climax (Kana Iriya)
- Dragon Ball Xenoverse (Pattugliatore temporale)
- Dragon Ball Xenoverse 2 (Pattugliatore temporale)
- Dynasty Warriors 7 (Bao Sanniang)
- Dynasty Warriors 8 (Bao Sanniang)
- Dynasty Warriors 9 (Bao Sanniang)
- Fate/Extra (Alice, Caster/Nursery Rhyme)
- Fate/Extra CCC (Alice, Caster/Nursery Rhyme)
- Fate/Grand Order (Caster/Medea (Lily), Caster/Nursery Rhyme, Berserker/Frankenstein's Monster, Rider/Mary Read)
- Final Fantasy Type-0 (Aria Luricara)
- Gintama Rumble (Pirako Doromizu)
- Gloria Union: Twin Fates in Blue Ocean (Locomoco, Pamela)
- God Eater (voce giocatore)
- Granblue Fantasy (Karteira, Beauty)
- Higurashi: When They Cry - Mei (Fuko Ibuki)
- Himawari -The Sunflower- (Aries)
- Hyperdevotion Noire: Goddess Black Heart (Sting)
- Little Busters! (Sakiko Watanabe)
- Luminous Arc 2 (Luna)
- Mana Khemia: Alchemists of Al-Revis (Renee Kearse)
- Mega Man X: Command Mission (Cinnamon)
- Memories Off: Memory of the Pinky Swear Promise (Orihime Hoshitsuki)
- Memories Off: Innocent Fille (Orihime Hoshitsuki)
- LovePlus (Hara)
- Nier (Yonah)
- NieR Replicant ver.1.22474487139... (Yonah)
- Pokémon Masters EX (Vera)
- Puella Magi Madoka Magica Portable (Kyoko Sakura)
- Puella Magi Madoka Magica: The Battle Pentagram (Kyoko Sakura)
- Quiz Magic Academy DS ~Futatsu no Jikū-seki~ (Sera)
- Riviera: The Promised Land (Serene)
- Rune Factory: A Fantasy Harvest Moon (Tori)
- Senran Kagura: Peach Beach Splash (Honoka)
- Shinobi Master Senran Kagura: New Link (Honoka)
- Shining Tears (Mao)
- Shining Force EXA (Catheana)
- Shining Wind (Mao)
- SINoALICE (Yonah)
- Slotter Mania V: Master of Martial Hearts II (Miko Kazuki)
- Storm Lover (Misaki Takami)
- Storm Lover: Summer Love!! (Misaki Takami)
- Tales of Link (Lippy)
- Tales of Berseria (Katz)
- Tales of Crestoria (Kasque)
- Tales of Arise (Hootle)
- The King of Fighters EX2: Howling Blood (Miu Kurosaki)
- The King of Fighters: All Star (Honoka)
- The Legend of Heroes: Trails of Cold Steel (Towa Herschel)
- The Legend of Heroes: Trails of Cold Steel II (Towa Herschel)
- The Legend of Heroes: Akatsuki no Kiseki (Towa Herschel)
- The Legend of Heroes: Trails of Cold Steel III (Towa Herschel)
- The Legend of Heroes: Trails of Cold Steel IV (Towa Herschel)
- The Legend of Heroes: Trails into Reverie (Towa Herschel)
- The Legend of Heroes: Trails through Daybreak II (Towa Herschel)
- Tokyo Xanadu (Towa Kokonoe)
- Toradora Portable! (Maya Kihara)
- Toukiden: The Age of Demons (Hatsuho)
- Toukiden 2 (Hatsuho)
- Venus Vacation Prism: Dead or Alive Xtreme (Honoka)
- Warriors All-Stars (Honoka)
- Warriors Orochi 3 (Bao Sanniang)
- Warriors Orochi 4 (Bao Sanniang)
- WarTech: Senko no Ronde (Changpo Baek)
- Wrestle Angels: Survivor (Cuty Kanai, Noel Shiraishi)
- Wrestle Angels: Survivor 2 (Cuty Kanai, Noel Shiraishi)
- Xenosaga Episode II: Jenseits von Gut und Böse (100-Series Realian)
- Xenosaga Episode III: Also Sprach Zarathustra (100-Series Realian)
- Xenoblade Chronicles 2 (Tora)
- Yakuza 5 (Azusa Osawa)
- Yggdra Union: We'll Never Fight Alone (Pamela, Emilia)
- Ys: The Oath in Felghana (Elena Stoddart)

## Discografia
- 2006 - Ai no Uta
- 2006 - Shiawase no Iro
- 2008 - Namida no Kiseki
- 2009 - Supplement
- 2010 - Airenjā (raccolta)